# Strada statale 336 dell'Aeroporto della Malpensa
Vengono classificate come strada statale 336 dell'Aeroporto della Malpensa (SS 336) la prima tratta della superstrada che si snoda dal comune di Busto Arsizio al terminal 2 dell'aeroporto di Malpensa e la strada a viabilità ordinaria e carreggiata unica che passa per Somma Lombardo (con un tratto in comune con la strada statale 33 del Sempione), attraversando il Ticino e terminando infine a Varallo Pombia, dove si immette sulla strada statale 32 Ticinese.
Questo era infatti il tragitto della strada originaria, così come esisteva prima della riqualificazione del 1990, mentre oggi tale classificazione è incoerente, dato che per immettersi nella tratta a viabilità ordinaria verso Somma Lombardo bisogna uscire dalla superstrada all'altezza appunto del terminal settentrionale dell'aeroporto.

## Percorso
Ha origine nel territorio del comune di Busto Arsizio, collegando l'autostrada Milano-Varese all'uscita di Busto Arsizio ai due terminal dell'aeroporto intercontinentale di Milano-Malpensa con un percorso a due carreggiate separate, ognuna con due corsie per senso di marcia. A causa della mancanza della corsia d'emergenza, la velocità massima in questa tratta è limitata a 90 km/h, tranne in prossimità del terminal 2 dell'aeroporto dove, per la pericolosità del tracciato, si scende a 50 km/h. Questa prima parte del percorso nacque in occasione dei Mondiali di Italia 90, riqualificando la vecchia strada già esistente.
Il tratto dal terminal 2 al terminal 1 costruito ex-novo in trincea e con gallerie artificiali e velocità massima di 110 km/h venne aperto contestualmente a quest'ultimo nel 1998. L'estensione fino alla SS 527 risale invece al 2003.
La superstrada prosegue verso sud, e attraversa il territorio a est del Ticino tra le province di Varese e Milano, innestandosi infine con un peduncolo sulla strada statale 11 Padana Superiore a Magenta, circa un chilometro oltre il casello di Marcallo-Mesero dell'Autostrada A4 Torino-Milano. Tale tratto di superstrada, aperto nel 2008, si snoda per un percorso lungo circa 18 km e mezzo, ha due corsie per ogni senso di marcia e attraversa il territorio dei comuni di Lonate Pozzolo, Vanzaghello, Castano Primo, Buscate, Cuggiono, Mesero, Inveruno, Boffalora, Marcallo con Casone e Magenta, attraverso 16 gallerie artificiali, 8 svincoli, 2 viadotti per scavalcare rispettivamente il tratto Torino-Milano dell'Autostrada A4, la linea ferroviaria ad alta velocità Torino-Milano e la viabilità provinciale in corrispondenza dello svincolo autostradale di Marcallo-Mesero sull'autostrada A4. I 16 sottopassi assicurano la continuità della viabilità locale e l'attraversamento del canale Villoresi.

## Tabella Percorso
| Superstrada Malpensa 2000 |                                                                          |      |           |
| Tipo                      | Indicazione                                                              | km   | Provincia |
|                           | Milano-Varese svincolo Busto Arsizio                                     | 0,0  | VA        |
|                           | Cassano Magnago - Busto Arsizio                                          | 0,4  | VA        |
|                           | del Sempione Gallarate - Varese                                          | 2,4  | VA        |
|                           | Gallaratese Gallarate - Samarate                                         | 4,6  | VA        |
|                           | Cardano al Campo - Gallarate                                             | 5,5  | VA        |
|                           | Cardano al Campo - Ferno                                                 | 7,7  | VA        |
|                           | del Ciglione Casorate Sempione                                           | 9,0  | VA        |
|                           | Terminal 2 dell'Aeroporto di Malpensa - Somma Lombardo                   | 10,8 | VA        |
|                           | della Battaglia di Tornavento Somma Lombardo                             | 12,6 | VA        |
|                           | Terminal 1 Vizzola Ticino della Battaglia di Tornavento                  | 14,6 | VA        |
|                           | Cargo City della Battaglia di Tornavento Somma Lombardo - Lonate Pozzolo | 16,4 | VA        |
|                           | Bustese Oleggio - Busto Arsizio                                          | 19,9 | VA        |
|                           | Lonate Pozzolo                                                           | 22,0 | VA        |
|                           | dell'Aeroporto di Malpensa Vanzaghello                                   | 24,1 | MI        |
|                           | Castano Primo nord                                                       | 25,8 | MI        |
|                           | Castano Primo sud - Buscate nord                                         | 28,2 | MI        |
|                           | Cuggiono nord - Buscate sud                                              | 30,5 | MI        |
|                           | Cuggiono sud - Mesero nord                                               | 33,9 | MI        |
|                           | Mesero sud Torino-Trieste svincolo Marcallo-Mesero                       | 35,8 | MI        |
|                           | dell'Esticino Padana Superiore Magenta - Abbiategrasso - Pavia           | 38,8 | MI        |

## Superstrada Malpensa 2000
Vedi anche Superstrada Malpensa 2000 (SS336)
La Superstrada Malpensa 2000 è una strada extraurbana principale che collega l'autostrada Milano-Varese con l'autostrada Torino-Trieste lambendo l'aeroporto di Malpensa. Per ragioni storiche, ha una classificazione burocratica parzialmente incoerente.
È divisa in: SS336 --> Autostrada A8-Malpensa T2; SS336dir --> Malpensa T2-Autostrada A4

## Strada statale 336 diramazione dell'Aeroporto della Malpensa
La strada statale 336 dir dell'Aeroporto della Malpensa (SS 336 dir) detta anche Superstrada Malpensa-Boffalora, è la prosecuzione della strada statale 336 dell'Aeroporto della Malpensa. Seppur parte di un progetto unitario, venne aperta al traffico in un lungo lasso di tempo, spaziante dal 1998 per quanto riguarda il lotto fino al terminal 1 dell'aeroporto, al 2003 per il tragitto fino all'innesto con la SS 527, e al 30 marzo 2008 per il completamento dell'opera. La classificazione attuale risale al 2011.
La velocità massima è di 110 km/h, a eccezione dell'ultimo chilometro fra il casello della A4 e Magenta con limite di 70 km/h in quanto la strada ivi degrada a viabilità ordinaria. Il minore carico di traffico ne fa una comoda alternativa per chi da Milano intende raggiungere l'aeroporto della Malpensa, rispetto al percorso tradizionale lungo la A8 fino a Busto Arsizio e la successiva SS 336, spesso molto trafficata.
Il km 0 è posto dopo lo svincolo della SS336 presso Malpensa T2. Fino all'uscita di Somma Lombardo è anche una comoda variante del percorso originale della SS336.

## Strada statale 336 diramazione A dell'Aeroporto della Malpensa
La strada statale 336 dir/A dell'Aeroporto della Malpensa (SS 336 dir/A) è una strada statale italiana aperta al traffico dal 30 marzo 2008.
Rappresenta la diramazione che dallo svincolo di Vanzaghello della SS 336 dir, conduce alle porte dello stesso centro abitato, innestandosi sulla strada statale 341 Gallaratese.
Costruita in una sola carreggiata con una corsia per senso di marcia, la tratta è stata strutturalmente predisposta (cavalcavia e trincea) per il successivo raddoppio allorché sarà realizzata la Variante alla SS341 Gallaratese
Contestualmente alla SS 336 dir, è stata classificata nel 2011.